# Nordmannia elta
Nordmannia elta är en fjärilsart som beskrevs av Higgins 1964. Nordmannia elta ingår i släktet Nordmannia och familjen juvelvingar. Inga underarter finns listade i Catalogue of Life.